# Časlav Klonimirović
Časlav Klonimirović (Servisch: Часлав Клонимировић, Grieks: Τσασλάβο) (Preslav (Bulgarije), voor 896 - Oevers van de Sava) ca. 960) was de zoon van Klonimir, de kleinzoon van Strojimir, en de achterkleinzoon van Vlastimir, de eerste zelfstandige vorst van Servië, en regeerde als grootžupan van ongeveer 933 tot 950.
Na de dood van de Bulgaarse tsaar Simeon werd Časlav met de hulp van Byzantium grootžupan van Servië en werd de Servische staat gereorganiseerd, en van de Bulgaarse heerschappij bevrijd. Volgens Constantijn VII van Byzantium omvatte de staat van Časlav het huidige West-Servië, Oost- en Centraal-Bosnië, Noord-Montenegro en Oost-Herzegovina. Ook Duklja (Zuid-Montenegro) stond onder de heerschappij van Časlav, die op zijn beurt de suzereiniteit van Byzantium erkende. Časlav sneuvelde bij een nachtelijke verrassingsaanval van de Hongaren, nadat hij tevoor de Hongaarse vorst Kis belegerd had. Met Časlavs dood kwam er een einde aan de Vlastimirić-dynastie, en werd Servië in het Byzantijnse Rijk ingelijfd, hoewel het mogelijk is dat het land verder door župans geregeerd werd, maar hun namen niet overgeleverd zijn. Een nieuwe Servische zelfstandigheid zou pas onder Stefan Vojislav (1040-1052) verwezenlijkt worden.